# Joegoslavië op de Olympische Zomerspelen 1920
Atleten uit het Koninkrijk Joegoslavië, destijds officieel het "Koninkrijk der Serviërs, Kroaten en Slovenen", namen deel aan de Olympische Zomerspelen 1920 in Antwerpen, België. Het was het Joegoslavische debuut op de Spelen. Alleen het voetbalelftal deed mee; het team bestond uit elf spelers zonder reserves en stond onder leiding van bondscoach Veljko Ugrinić. De enige wedstrijd werd met 7-0 verloren van de latere finalist Tsjecho-Slowakije.

## Deelnemers en resultaten per onderdeel

### Voetbal
| Olympiër | Discipline | Resultaat | Prestatie                                                                |
| --- | ---------- | --------- | ------------------------------------------------------------------------ |
| Slavin Cindrić Artur Dubravčić Ivan Granec Mihailo Jovanović Andrija Kojić Emil Perška Jovan Pojić Branimir Porobić Rudolf Rupec Jovan Ružić Jaroslav Šifer Nikola Simić Josip Šolc Nicola Stankovic Stanko Tavčar Dragutin Vragović Dragutin Vrđuka Vjekoslav Župančić | mannen     | 14e       | 1ste ronde: V van Tsjecho-Slowakije: 0-7 herkansingen: V van Egypte: 2-4 |

Argentinië · Australië · België · Brazilië · Brits-Indië · Canada · Chili · Denemarken · Egypte · Estland · Finland · Frankrijk · Griekenland · Groot-Brittannië · Italië · Japan · Joegoslavië · Luxemburg · Monaco · Nederland · Nieuw-Zeeland · Noorwegen · Portugal · Spanje · Tsjecho-Slowakije · Verenigde Staten · Zuid-Afrika · Zweden · Zwitserland